# Indian

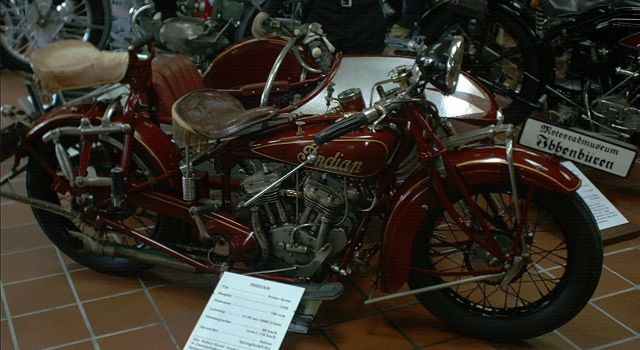
Indian Gespann, Muzeum Motocykli w Ibbenbüren, rok produkcji 1928

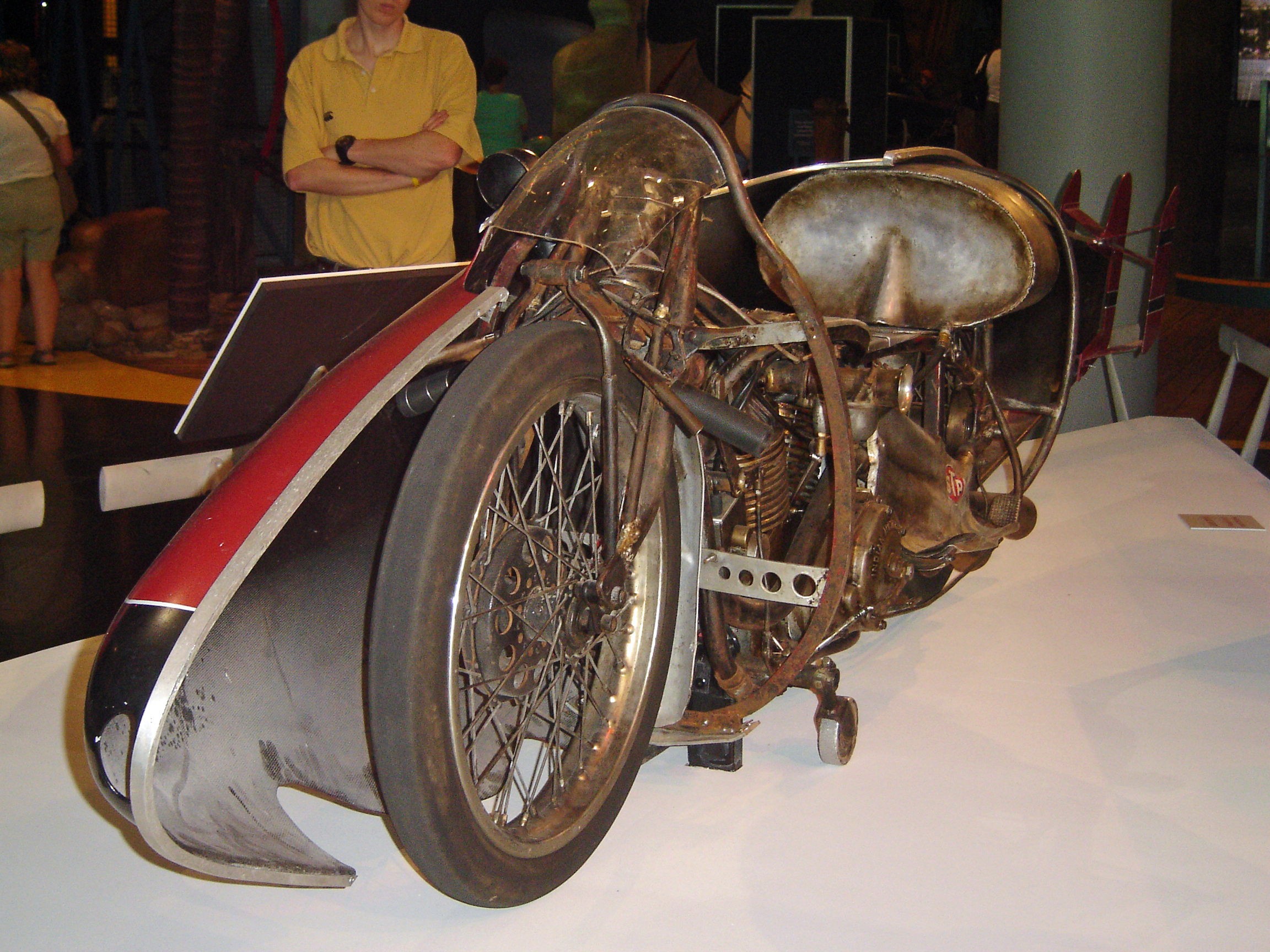
Motocykl Indian Burta Munro z 1920 r.

Indian – amerykańska marka motocykli.
The Indian Motorcycle Manufacturing Company był najstarszym amerykańskim producentem motocykli i pierwszym ich seryjnym producentem, założonym jako Hendee Manufacturing Company. Założycielami byli: kolarz George M. Hendee i mechanik Carl Oscar Hedstrom.
Przedsiębiorstwo powstało w 1901 w Springfield w stanie Massachusetts, dwa lata przed bardziej znaną wytwórnią Harley Davidson Motor Company. Indian jest jedną z legendarnych i kultowych amerykańskich marek dzięki innowacyjnym rozwiązaniom technicznym i wieloletniej dominacji w wyścigach.
Większość produkcji stanowiły motocykle z dwucylindrowymi silnikami w układzie V o dużej pojemności skokowej i ramą umożliwiającą wygodną, niską pozycję siedzącą. Indian zbankrutował w 1953. W kolejnych latach podejmowano liczne próby ożywienia marki, jednak bez powodzenia. W 2011 prawa do znaku towarowego kupiła firma Polaris Industries.

## Reklama
Firma Indian w swoich reklamach szczególnie skupiła się na związkach z Indianami, czy to w nazwie marki, czy w nazwie modelu. Napis „Indian” pojawił się po raz pierwszy w 1910, a w 1912 jako dekorację baku dodano głowę Indianina, która zachowała się do 1939. Również w 1912 standardowym kolorem stał się „indiański czerwony” – dopiero w 1934 za pośrednictwem firmy DuPont pojawiły się różne jego odmiany. W hollywoodzkich produkcjach filmowych z lat 30. XX w. motocykle widoczne są prawie wyłącznie motocyklami Indian.

## Kalendarium
- 1901 – pierwszy motocykl opuszcza bramy fabryki. Jednocylindrowy silnik o mocy 1,77 KM pozwalał rozwinąć prędkość około 40 km/h.
- 1913 – pierwszy motocykl na świecie z elektrycznym rozrusznikiem – Electra.
- 1930 – przedsiębiorca Eugene Paul du Pont przejmuje kontrolę nad przedsiębiorstwem i najprawdopodobniej ratuje w ten sposób firmę przed ruiną.
- 1953 – spółka upadła i przestała produkować motocykle do 1999.
- 1962 – 288 km/h (178,97 mph) rekord prędkości ustanowiony przez Burta Munro na Indianie 850 cc.
- 1967 – 295,44 km/h (183,58 mph) rekord świata w kategorii motocykli do 1000 cc ustanowiony przez Burta Munro na Indianie 950 cc. Wówczas też odbył się najszybszy (305 km/h) zarejestrowany przejazd motocykla Indian (tylko w jednym kierunku-podczas kwalifikacji).
- 2019 – początek produkcji i sprzedaży motocykla Indian FTR 1200

Nieoficjalny rekord prędkości Indiana to 331 km/h.

## Próby reaktywowania marki

### Indian Clymer (1967–1970)
Floyd Clymer próbował rozpocząć projekt Indyjskiego Skaut wraz z Friedelem Münchem w 1967; W tym celu zbudowano „Münch Scout”. „Indian-Velocette”, który został zbudowany przez Italjet w latach 1969–1970 i otrzymał silnik o pojemności 499 cm³ od Velocette-Venom, był również inicjatywą Floyda Clymera.

### Pocket Bike Indian (1971–1976)
W 1970 Alan Newman, prawnik Floyda Clymera, założył w Gardenie firmę Indian Motorcycle Company. Newman przejął prawa do nazwy w 1971 po śmierci wdowy Clymer i specjalizował się w imporcie minimotorowerów produkowanych na Tajwanie z włoskimi silnikami o pojemności od 50 do 125 cm³. W 1976 firma zbankrutowała.

### Indian Zanghi (1994)
W 1992 inwestor Philip Zanghi nabył prawa do nazwy Indian po tym, jak były one kupowane i sprzedawane przez różnych właścicieli od 1971. Chociaż „wdrożenie” Indianina zaprojektowanego przez Baughmana miało miejsce w 1994, ani Zanghi, ani jego firma nie planowali nigdy masowej produkcji. Jego głównym przedsięwzięciem pozostała produkcja cygar. Zanghi został skazany za oszustwo w 1997.

### Eller-Indian (1998–1999)
James Parker skonstruował nowy motocykl Indian w latach 90. Projekt sfinansowało prawdziwe plemię Indian Cow Creek Umpqua; Nowego Indianina miała zbudować firma należąca do Jacka Rousha. Cow Creek Umpqua przegrało spór prawny dotyczący praw do nazwy Indian w 1999. To zakończyło ten projekt - i tak podobno zbudowano trzy prototypy.

### Gilroy - Indian (1999–2003)
W 1999 miała miejsce kolejna próba ożywienia marki jako producenta w Gilroy (Kalifornia). Firma Indian Motorcycle Company wyprodukowała motocykl napędzany widlastym silnikiem dwucylindrowym o pojemności skokowej 1442 cm³ i mocy 75 KM. W Niemczech motocykle ważące 294 kg były dostępne za około 60 000 marek niemieckich. W 2003 firma musiała ogłosić upadłość.

### Indian Stellican (2006–2010)
20 lipca 2006 w Kings Mountain w Karolinie Północnej otwarto fabrykę Indian Motorcycle Company. Głównym akcjonariuszem była londyńska firma inwestycyjna Stellican Limited. Od 2009 produkowano tam motocykle marki Indian. Silnik V-2 z kątem cylindrów 45 stopni i pojemnością skokową 1720 cm³, będący rozwinięciem Gilroy-Indian, był używany w czterech różnych modelach.

### Polaris-Indian (od 2011)
W 2011 firma Polaris Industries, producent skuterów śnieżnych i quadów, potwierdziła zakup firmy Indian z pozostawieniem jej nazwy; Firma Polaris Industries rozpoczęła produkcję motocykli Victory w 1997. Scott Wine, dyrektor generalny Polaris, stwierdził, że chce przywrócić na rynek markę Indian dzięki standardom produkcyjnym Polaris; Marka powinna jednak pozostać niezależna. Produkcja została uruchomiona w nowej fabryce w Spirit Lake (Iowa).
3 sierpnia 2013 podczas zlotu motocyklowego w Sturgis firma Indian zaprezentowała trzy nowo opracowane modele:
- Indian Chief Classic - z klasycznymi elementami konstrukcyjnymi, takimi jak obszerne, głębokie błotniki, z indiańską głową na przednim błotniku, przyrządy na zbiorniku paliwa w kształcie typowej łzy oraz silnik z żebrowanymi obudowami głowic cylindrów

- Indian Chief Vintage - bazuje na Chief Classic, ale oferuje dodatkowo zdejmowaną przednią szybę, brązowe skórzane sakwy, dopasowane kolorystycznie skórzane siedzenie z frędzlami i chromowane osłony boczne

- Indian Chieftain - to pierwszy Indian ze standardową przednią owiewką i twardymi kuframi bocznymi z centralnym zamkiem. Jako motocykl turystyczny oferuje także elektrycznie regulowaną wysokość przedniej szyby, tempomat, odlewane felgi ze stopów lekkich, amortyzator tylnego koła z pneumatyczną regulacją, system stereo i czujniki ciśnienia powietrza w oponach. Od początku posiadał także integrację Bluetooth z funkcjami telefonu i odtwarzacza multimedialnego. Od 2017 wszystkie Chieftainy są standardowo wyposażone w system informacyjno-rozrywkowy Ride Command[11].

W 2019 dołączył do nich model FTR 1200 typu flat-track o mocy 120 KM i pojemności 1203 cm³.

## Galeria

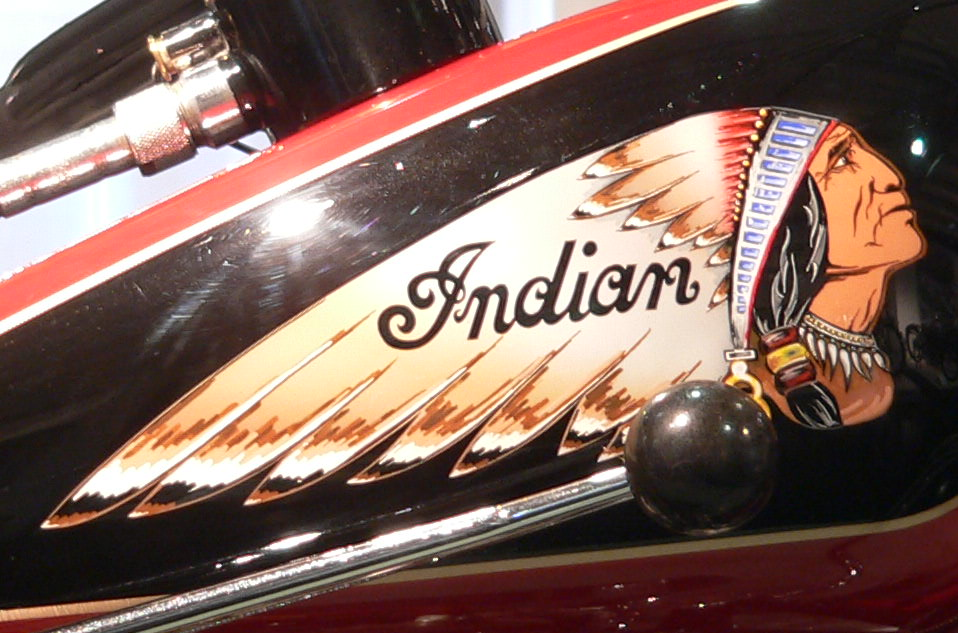
Wygląd baku z głową Indianina i napisem Indian (1912-1939)
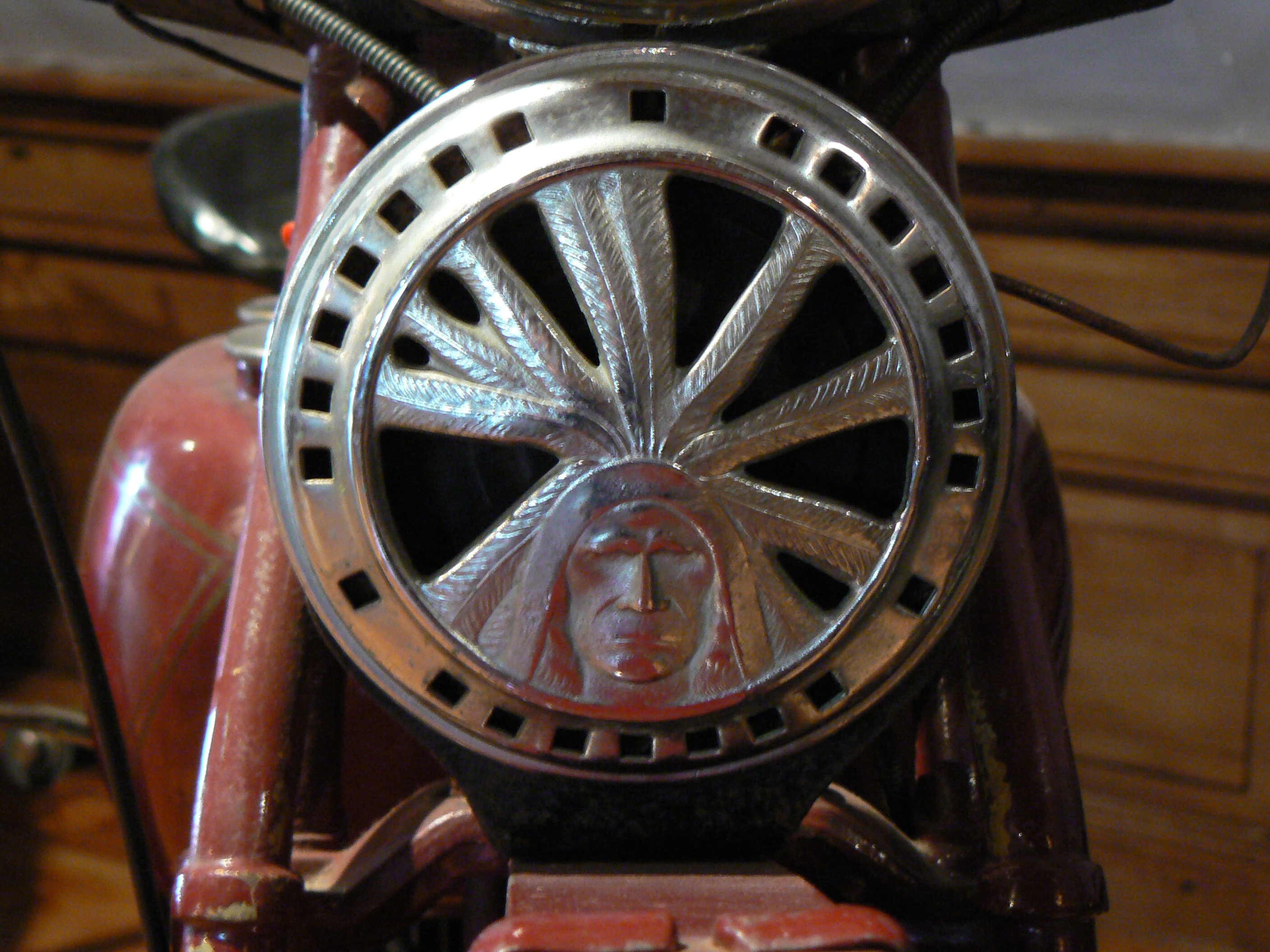
Sygnalizator dzwiękowy z głową Indianina
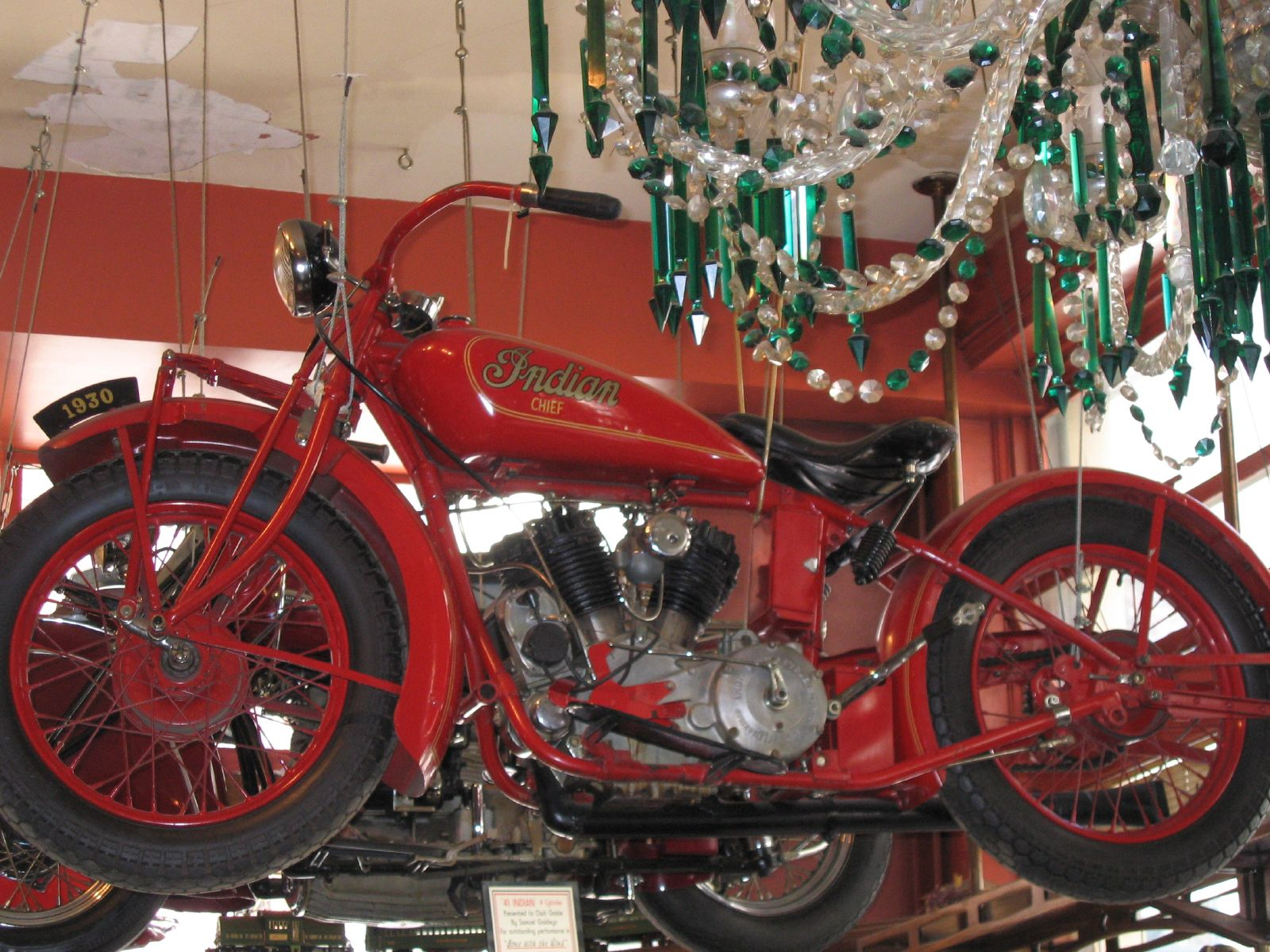
Indian Chief (1930)
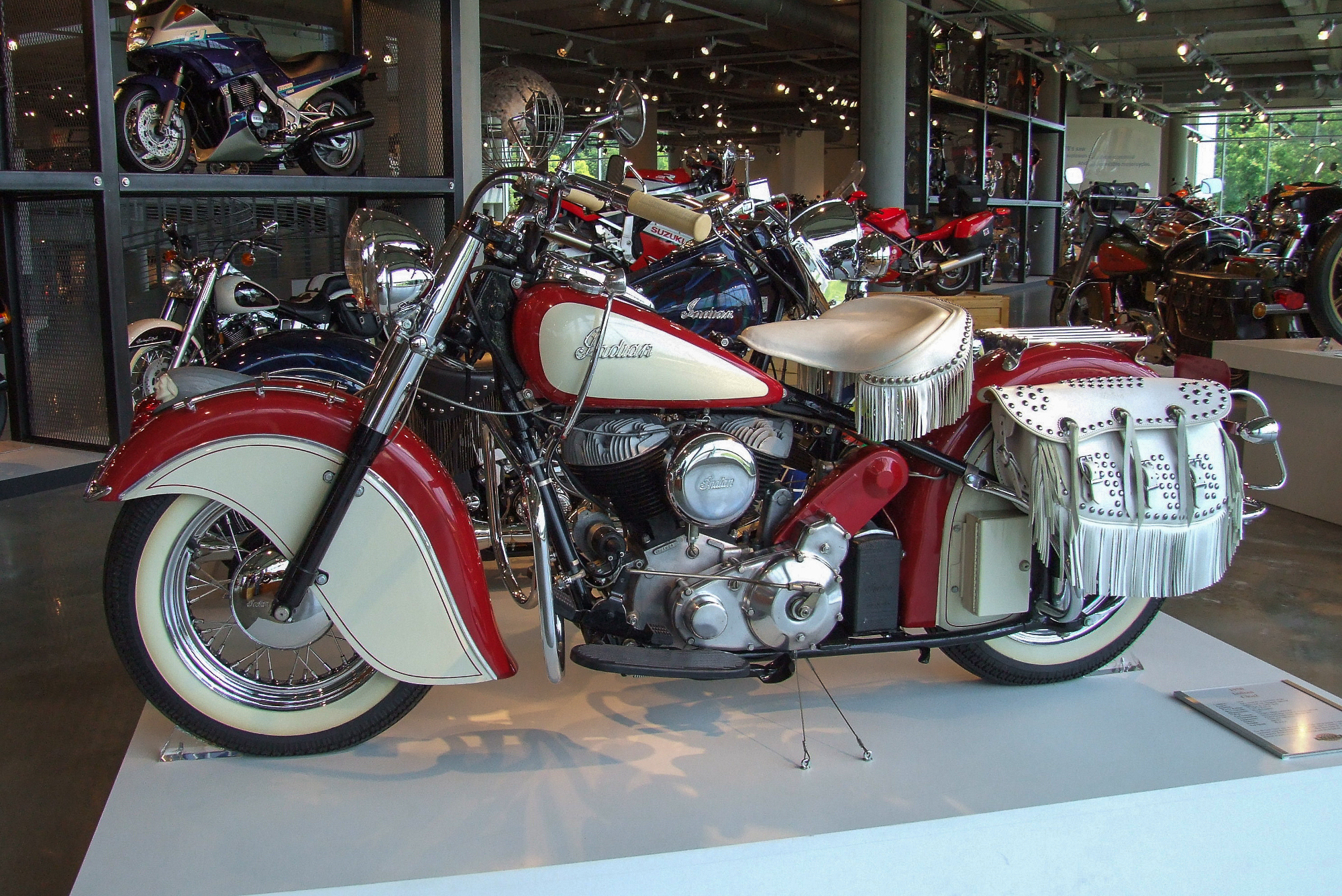
Indian Chief Barber (1950)
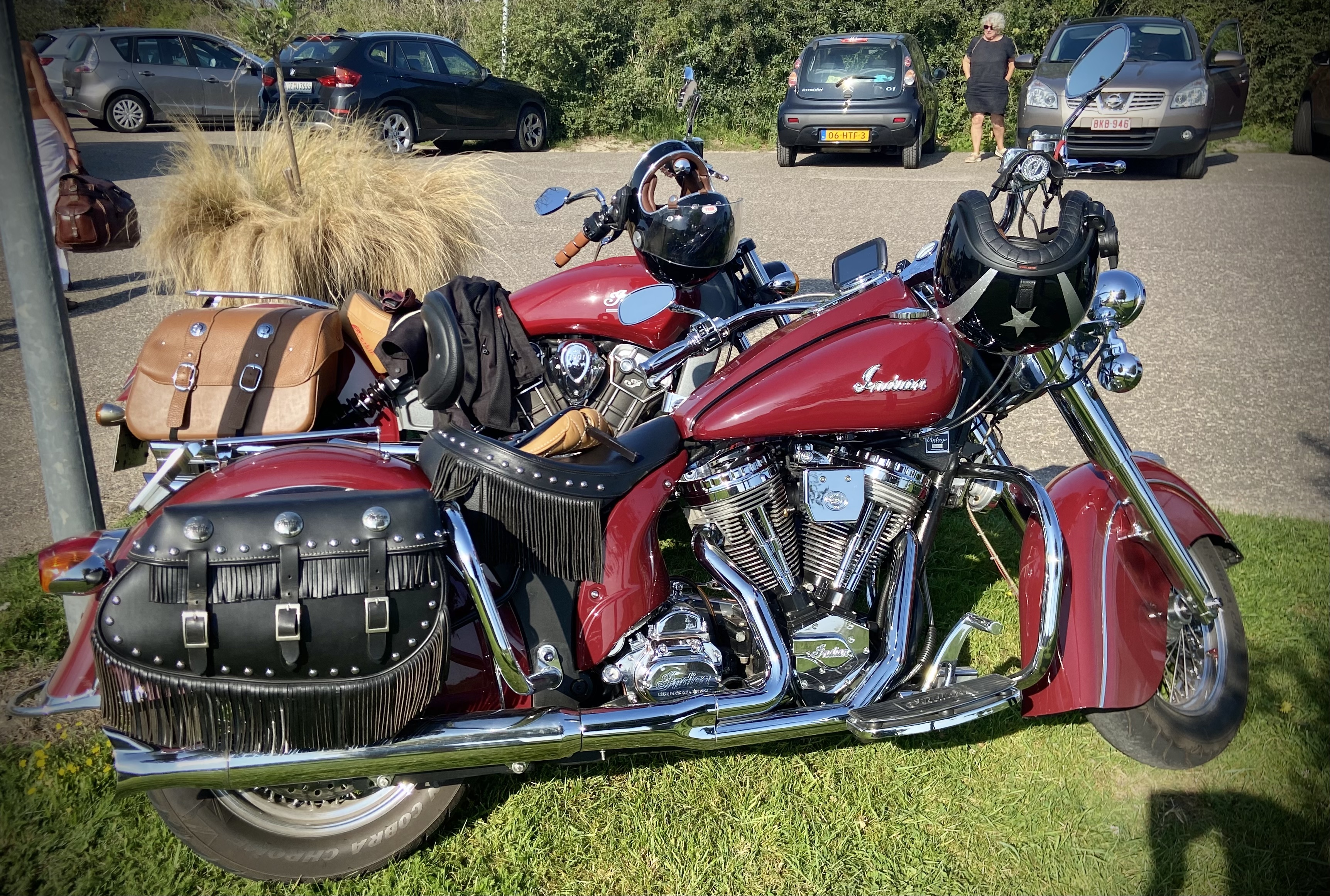
Gilroy-Indian Chief Vintage (2003)
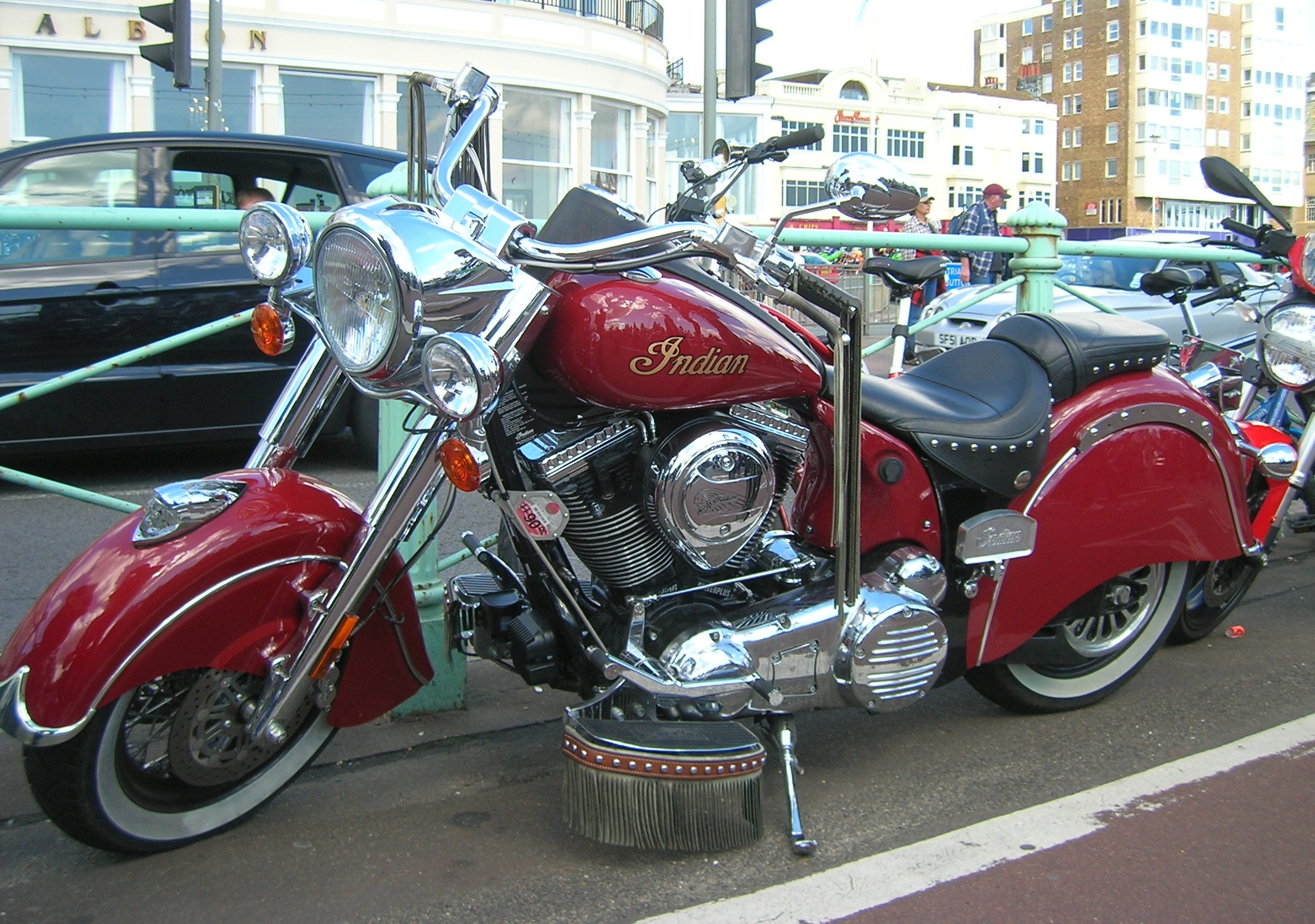
Stellican-Indian Chief (2009)
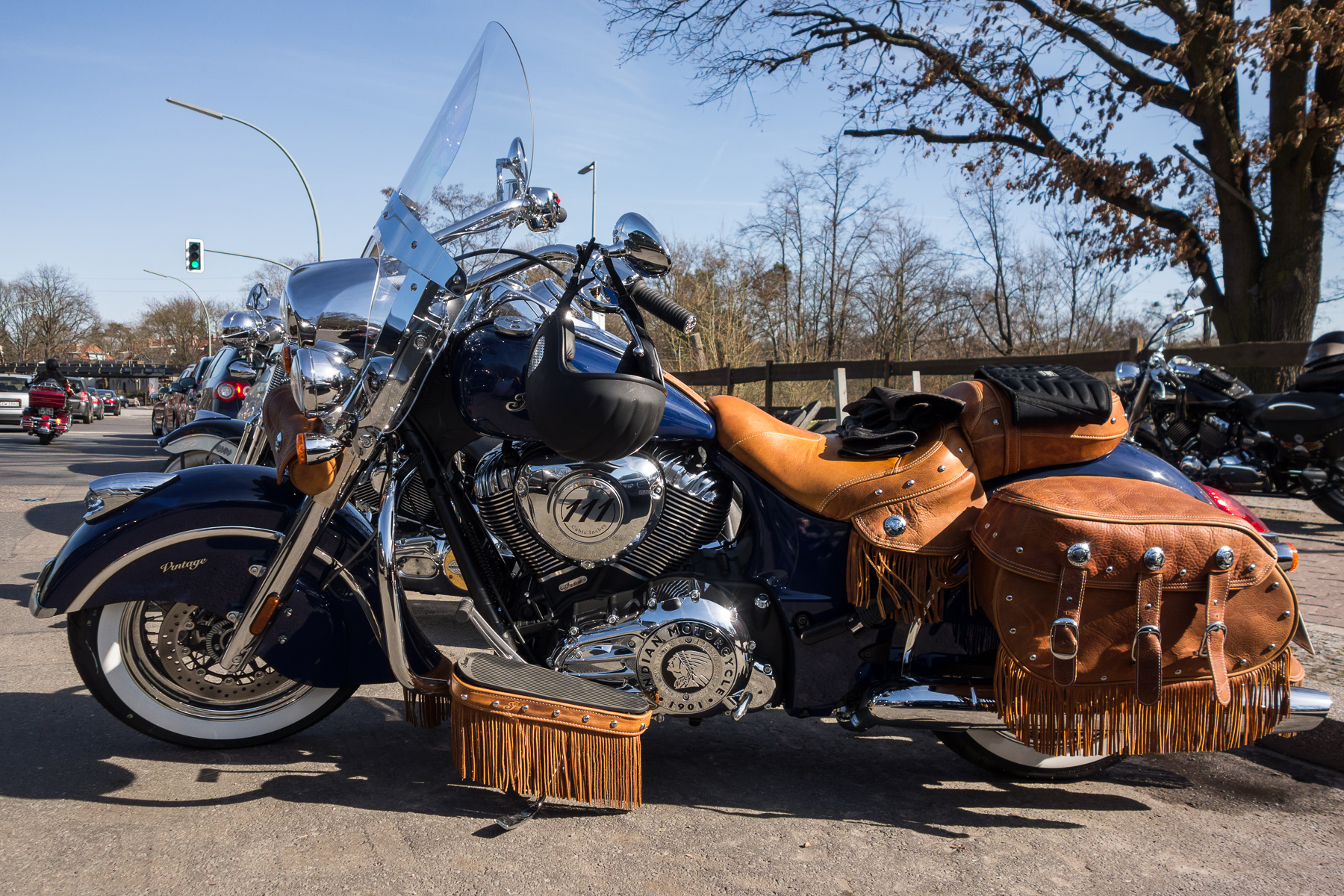
Polaris-Indian Chief Vintage (2014)
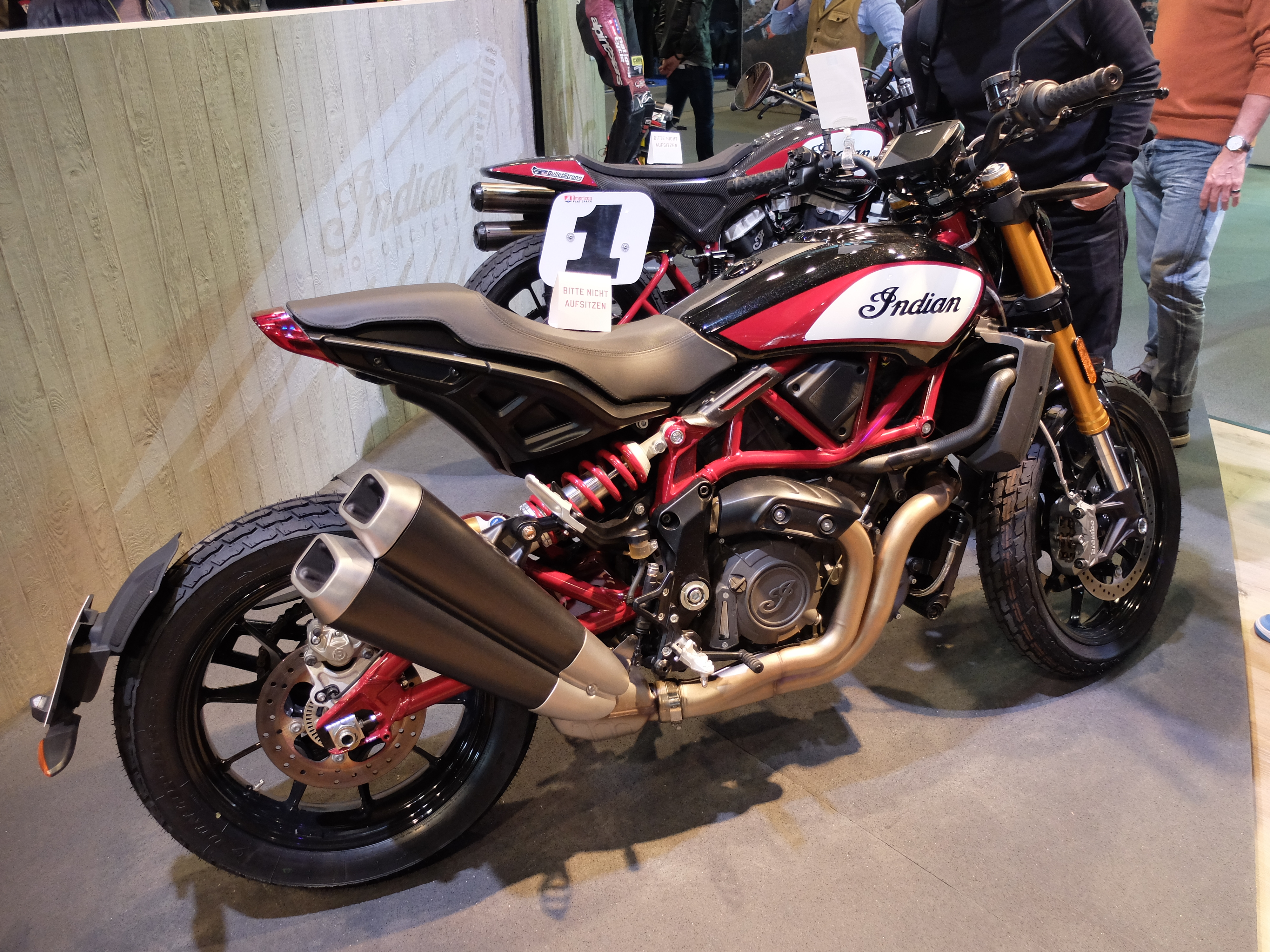
Indian FTR 1200 (2019)